# John E. Douglas
Pour les articles homonymes, voir John Douglas.
John Edward Douglas, né le 18 juin 1945 à Brooklyn (New York) est un ancien agent du FBI (Federal Bureau of Investigation), qui fut l’un des premiers profilers. Au cours de sa carrière, il a eu une influence déterminante dans l’arrestation de nombreux tueurs en série. Il est auteur de nombreux livres concernant la psychologie des criminels.

## Biographie
John E. Douglas est né à Brooklyn, New York. En 1963, il commence des études à l'université d'État du Montana afin de devenir vétérinaire, mais peu doué pour les sciences exactes, il abandonne avant la fin de sa deuxième année. Entre 1966 et 1970, il intègre l'armée de l’air en tant que dactylo. Sportif, il fait la rencontre d'un agent fédéral dans un club de gym qui le met sur la voie du FBI. Il obtient un diplôme de sociologie/éducation physique à l'université Eastern New Mexico University, un diplôme de psychologie de l'éducation à l'université du Wisconsin à Milwaukee ainsi qu’un doctorat lui permettant d'enseigner aux policiers les méthodes requises pour résoudre des homicides à la Nova Southeastern University.

### Carrière
Douglas rejoint le FBI en 1970, sa première affectation se situe à Détroit. Sur le terrain, il est d’abord employé comme tireur d’élite dans les forces spéciales du FBI. Il sera ensuite négociateur dans les  prises d'otages.
En 1977, il est transféré au Behavioral Sciences Unit, une des sections du Centre national d’analyse des crimes violents (NCAVC). Il y enseigne les techniques de négociation lors de prises d’otages ainsi que la psychologie criminelle aux nouveaux agents de l’Académie du FBI, à Quantico dans l'État de Virginie. Il forme aussi des officiers de police à travers tous les États-Unis.
Il crée et dirige le Programme de profilage criminel et sera plus tard promu chef de l’unité d’investigation, une section du NCAVC.
John E. Douglas a également contribué à l’écriture de plusieurs manuels utilisés dans le domaine juridique et policier sur le profilage criminel. Ces manuels font partie de ses recherches et écritures académiques. Ces publications sont soutenues par le National Center for the analysis of violent crime (NCAVC), une division du FBI.
En 1984, il coécrit Sexual Homicide : Patterns and Motives avec Robert Ressler (agent du FBI à l'époque de la publication) et Ann W. Burgess (professeure en psychiatrie de l’université de Pennsylvanie). Ce manuel est écrit pour aider les profileurs du FBI et les enquêteurs des services de police à mieux comprendre les crimes sexuels et ainsi mieux compléter les enquêtes en cours et non classées. Ce livre est le résultat de 36 entretiens entre les auteurs et les criminels sexuels eux-mêmes et un exemple d’un formulaire de rapport du VICAP (Violent Criminal Apprehension Program), un nouveau programme du Centre d’analyse des crimes violents à l’époque (NCAVC).
Crime Classification Manual: A Standard System for Investigating and Classifying Violent Crimes (1988), écrit également avec Robert K. Ressler et Ann W. Burgess. Ce manuel est encore une fois destiné aux services juridiques et policiers. Ce manuel explique les différentes classifications des meurtres (violents, sexuels, en série et autres). Ils expliquent également les éléments du comportement des tueurs et comment les appréhender. Une seconde édition est sortie en 2006, avec un ajout de quelque 150 pages, dues à de nouveaux résultats de recherches et de nouvelles informations. Une troisième édition est publiée en 2013.
Alors qu’ils voyagent à travers les États-Unis pour fournir des enseignements aux polices locales, Douglas et Robert Ressler commencent à s'entretenir avec des tueurs en série et des délinquants sexuels dans diverses prisons. De nombreux tueurs en série de l’époque sont interrogés, dont David Berkowitz, Ted Bundy, John Wayne Gacy, Charles Manson, Lynette Fromme, Arthur Herman Bremer, Sara Jane Moore, Edmund Kemper, James Earl Ray, Sirhan Sirhan, Dennis Rader, Richard Speck, Montie Rissell, Donald Harvey, Joseph Kondro et Joseph Paul Franklin.
Pendant plusieurs années, il tenta d’arrêter Gary Ridgway, surnommé le « tueur de Green River », dans la région de Seattle, dans l'État de Washington. Affaibli par le stress et la surcharge de travail, cette affaire lui a presque coûté la vie lorsqu'il a contracté une encéphalite que son corps n’arrivait pas à vaincre.
En 1995, il devient auteur et se fait connaitre en écrivant une série de livres détaillant sa vie passée à traquer les tueurs en série.
Il a reçu deux Thomas Jefferson Awards, récompenses décernées par l'université de Virginie pour l’excellence de son travail.

## Profilage
John Douglas initia le profilage criminel. Il déclara qu’il fut critiqué et remis en question par ses collègues, jusqu'à ce que la police et le FBI réalisent qu’il avait mis au point une méthode extrêmement utile pour capturer les criminels.

Pour créer le profil d'un tueur en série et ainsi prévoir ses prochains déplacements, John E. Douglas examine une scène de crime et cherche à déterminer son mode opératoire et ses motivations. Quand son travail permet l'arrestation d'un criminel, il peut aider à mettre en place une stratégie durant les interrogatoires et participer au procès. 

## Autres affaires
Il est souvent sollicité pour apporter son aide dans des affaires complexes. Dans l'affaire West Memphis Three, trois jeunes garçons de 8 ans sont sauvagement tués en 1993, la police pense alors que ce crime a été commis dans le cadre d'un rituel satanique par trois adolescents. Ces derniers sont jugés et condamnés. En 2006, à la suite de la découverte de nouveaux indices disculpant les trois adolescents, le rapport de Douglas conclura que cet homicide n'avait pas été planifié et n'était pas lié au satanisme mais avait été commis par un adulte seul, en colère, et qui connaissait les victimes. En 2011, les trois hommes sont libérés après 18 ans de prison. 
Il s'est par ailleurs occupé d'une affaire qui avait ému l'Amérique, celle du meurtre de JonBenét Ramsey. Son rapport controversé affirmait que les Ramsey n’étaient pas responsables de la mort de leur fille. Les Ramsey ont longtemps été suspectés mais jamais inculpés et l'affaire n'est toujours pas élucidée à ce jour.